# Puig de Rialb
Puig es una entidad de población española del municipio de la Baronía de Rialp, perteneciente a la provincia de Lérida, en la comunidad autónoma de Cataluña.

## Historia
A mediados del siglo XIX, el lugar tenía contabilizadas 4 casas reunidas, además de otras dispersas. Aparece descrito en el decimotercer volumen del Diccionario geográfico-estadístico-histórico de España y sus posesiones de Ultramar de Pascual Madoz de la siguiente manera:

PUIG DE RIAUP: parr. en la prov. de Lérida, part. jud. de Solsona, térm. jurisd. de Riaup. Tiene una igl. parr. dedicada á San Andrés, servida por un cura párroco de entrada y 4 casas reunidas con otras varias dispersas por el térm. (V. Riaup baronia de).
(Madoz, 1849, pp. 291-292)

En 2023 la entidad singular de población de Puig, perteneciente al municipio de la Baronía de Rialp, tenía empadronados 6 habitantes.

## Patrimonio
En el lugar hay una iglesia bajo la advocación de San Andrés.